# Chris Heisey
Chris Heisey (né le 14 décembre 1984 à Lancaster, Pennsylvanie, États-Unis) est un voltigeur de la Ligue majeure de baseball.

## Carrière

### Reds de Cincinnati
Après des études secondaires à la Donegal High School de Mount Joy (Pennsylvanie), Chris Heisey suit des études supérieures au Messiah College en Pennsylvanie où il porte les couleurs des Falcons. Il est repêché le 6 juin 2006 par les Reds de Cincinnati au 17e tour de sélection et signe son premier contrat professionnel le 8 juin 2006. 
Il passe quatre saisons en Ligues mineures avant d'effectuer ses débuts en Ligue majeure le 3 mai 2010 lors d'une rencontre entre les Reds et les Mets de New York, à Cincinnati. Il frappe son premier coup sûr et son premier circuit en carrière dans le match du 11 mai suivant contre les Pirates de Pittsburgh. Le coup sûr est réussi aux dépens du lanceur Charlie Morton puis le circuit contre Jeff Karstens. Heisey dispute 97 parties des Reds à sa saison recrue et maintient une moyenne au bâton de ,254 avec 8 circuits et 21 points produits. Il joue dans un match de séries éliminatoires contre Philadelphie.
Joueur régulier des Reds au champ extérieur en 2011, Heisey participe à 120 parties et frappe pour ,254 de moyenne au bâton avec 18 circuits et 50 points produits. Le 22 juin 2011, il frappe 3 circuits dans un même match contre les Yankees de New York.
Il joue pour Cincinnati jusqu'en 2014. En 5 saisons pour les Reds, il maintient une moyenne au bâton de ,247 et une moyenne de présence sur les buts de ,299 en 543 parties jouées, avec 328 coups sûrs, 50 circuits, 147 points produits, 184 points marqués et 25 buts volés.

### Dodgers de Los Angeles
Le 2 décembre 2014, Cincinnati échange Heisey aux Dodgers de Los Angeles pour le lanceur droitier Matt Magill.

### Nationals de Washington
En décembre 2015, Heisey rejoint les Nationals de Washington.

## Statistiques
| Saison | Équipe     | G  | AB  | R  | H  | 2B | 3B | HR | RBI | SB | BA   |
| ------ | ---------- | -- | --- | -- | -- | -- | -- | -- | --- | -- | ---- |
| 2010   | Cincinnati | 97 | 201 | 33 | 51 | 10 | 1  | 8  | 21  | 1  | .254 |
| Totaux | Totaux     | 97 | 201 | 33 | 51 | 10 | 1  | 8  | 21  | 1  | .254 |

| Saison | Équipe     | G | AB | R | H | 2B | 3B | HR | RBI | SB | BA   |
| ------ | ---------- | - | -- | - | - | -- | -- | -- | --- | -- | ---- |
| 2010   | Cincinnati | 1 | 2  | 0 | 0 | 0  | 0  | 0  | 0   | 0  | .000 |
| Totaux | Totaux     | 1 | 2  | 0 | 0 | 0  | 0  | 0  | 0   | 0  | .000 |

Note : G = Matches joués ; AB = Passages au bâton; R = Points ; H = Coups sûrs ; 2B = Doubles ; 3B = Triples ; 
HR = Coup de circuit ; RBI = Points produits ; SB = Buts volés ; BA = Moyenne au bâton.